# Embraer-E-Jet-Familie
Die Embraer E-Jets sind eine Flugzeugfamilie des brasilianischen Flugzeugherstellers Embraer [ẽbɾaˈɛɾ]. Es sind zweistrahlige Kurzstreckenflugzeuge für 80 bis 124 Passagiere. Die Familie umfasst die Versionen Embraer 170, 175, 190 und 195 sowie die Geschäftsreise-Version Lineage 1000, die weitgehend identische Systeme haben und sich hauptsächlich durch Rumpflänge und Passagierkapazität unterscheiden.

## Geschichte

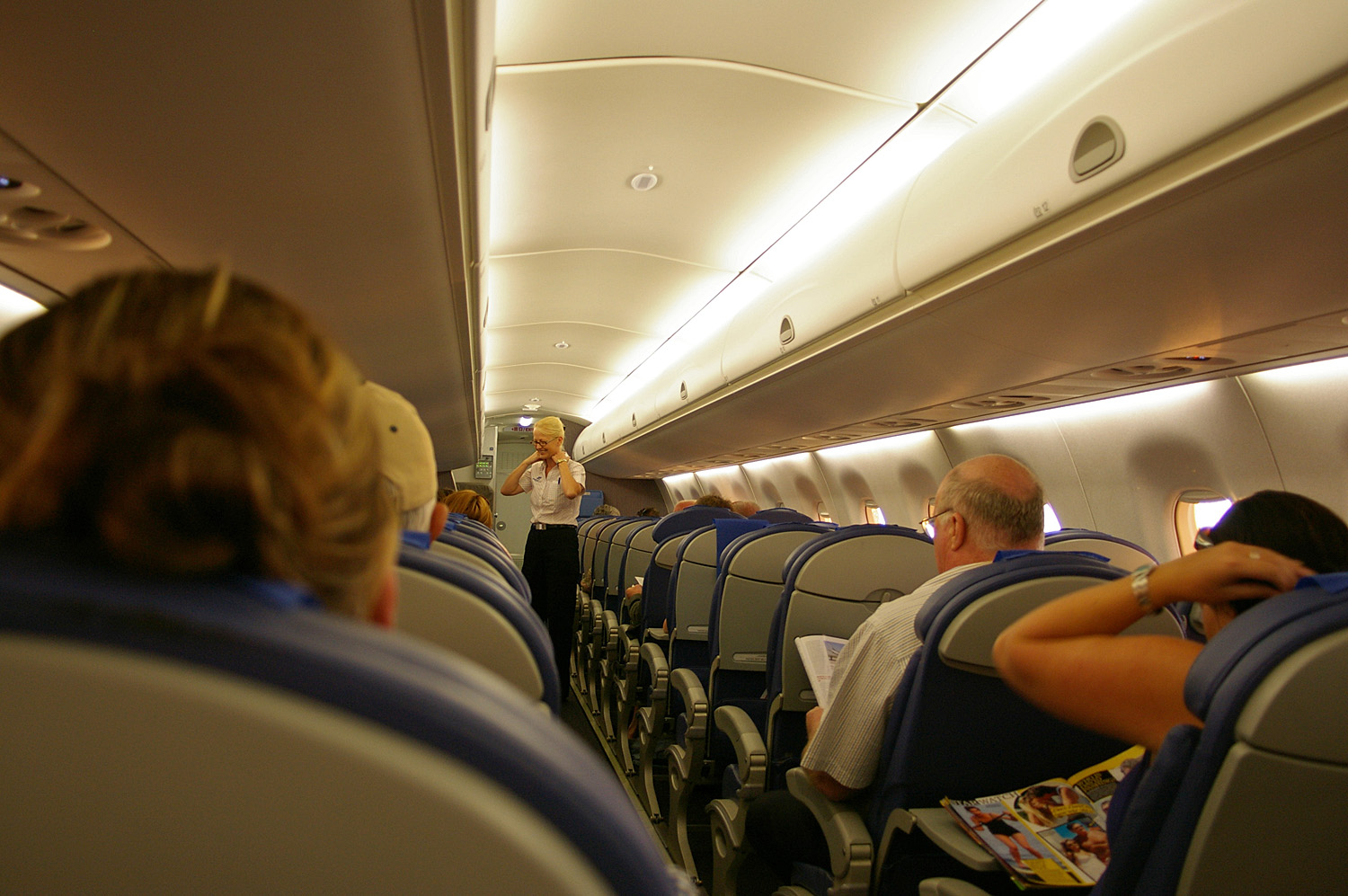
Kabine einer Embraer 170

Als Antwort auf die deutsche Dornier 728/928 kündigte Embraer die Typen Embraer 170 und 190 im Februar 1999 an. Offiziell wurde das Programm am 14. Juni 1999 auf der Pariser Luftfahrtschau mit der Schweizer Regional-Airline Crossair als Erstkunde gestartet. Crossair, zu jener Zeit mit über 80 Flugzeugen europäischer Marktführer im Regionalsegment, war damals überraschend von Dornier zu Embraer gewechselt, nachdem Lufthansa bereits eine Bestellung bei Dornier bekanntgegeben hatte. Der Grund für Crossairs Präferenz war, dass einige Versprechungen Dorniers bezüglich Gewicht und Reichweite gegenüber den Berechnungen von Embraer wesentlich weniger plausibel erschienen. Zudem konnte Embraer die Flugzeuge aus eigenen Mitteln und den Gewinnen der Embraer-ERJ-145-Familie entwickeln, während Dornier auf externe Geldgeber angewiesen war. Die Flugzeugfamilie wurde zudem auch von Anfang an auf die Bedürfnisse der Crossair zugeschnitten. Dazu gehörte beispielsweise für die kleinste Variante die Fähigkeit, auf kurzen Pisten wie Lugano und London City landen zu können. Die Embraer 170 war das erste Mitglied dieser Flugzeugfamilie, vollführte ihren Roll-Out am 29. Oktober 2001 und flog erstmals am 19. Februar 2002. Die Zulassung folgte im Februar 2004, worauf ab März desselben Jahres mit den Auslieferungen an die Erstkunden LOT, US Airways und Alitalia begonnen wurde. Für die Geschichte der weiteren Typen siehe den Abschnitt „Varianten“.
Lange Zeit waren diese Embraer-Regional-Jets nahezu konkurrenzlos, nachdem Dornier trotz der Übernahme durch Fairchild Insolvenz anmelden und dadurch das eigentlich modernere 728/928-Programm stoppen musste. Die einzigen verbliebenen Konkurrenten, Bombardiers CRJ700/900, verkauften sich zwischenzeitlich aufgrund des geringeren Komforts deutlich schlechter, konnten aber wegen des niedrigeren Kerosinverbrauchs wieder Aufträge erhalten. Dennoch wurde die Produktion 2020 eingestellt. Die neuentwickelte Bombardier CSeries (jetzt Airbus A220) etablierte sich seit Verkaufsbeginn 2008 als Hauptkonkurrent für die großen E-Jet-Versionen. Sie profitiert davon, speziell für diese Kapazität entworfen zu sein, während die großen E-Jets aus der kleineren Embraer 170 abgeleitet wurden.
Am 13. Dezember 2008 meldete Embraer die Auslieferung des 500. E-Jets, am 15. September 2013 folgte der 1000. E-Jet, eine Embraer 175 für Republic Airways. Am 18. Dezember 2018 wurde der 1500. E-Jet ausgeliefert. Horizon Air, eine Tochter von Alaska Airlines, erhielt eine Embraer 175.

## Technik
Charakteristisch für die Flugzeugfamilie ist der relativ lange, aber schmale Doppelkreis-Rumpf mit Zwei-Plus-Zwei-Bestuhlung anstelle der von Dornier umgesetzten Zwei-Plus-Drei-Bestuhlung. Rumpf, Heck und Tragfläche werden in konventioneller Bauweise aus Aluminiumlegierungen gefertigt, Klappen und Steuerflächen bestehen aus Faserverbundstoffen. Anders als bei anderen Flugzeugfamilien wurde für jede Variante eine vollständig neue Tragfläche konstruiert, was die Effizienz steigern soll. Das Cockpit wird von Honeywell geliefert und ist als Glascockpit mit fünf Displays ausgeführt. Die Steuerung erfolgt mit Ausnahme der Querruder über Fly-by-Wire. Sollten die elektrische Versorgung und das Back-Up über die Ram-Air-Turbine gleichzeitig ausfallen, können Höhenruder und Seitenruder noch 15 Minuten lang über eine Batterie versorgt werden.

## Kommunalität
Ähnlich wie beim Familienkonzept von Airbus sind die anderen Versionen dieser Familie (Embraer 175, Embraer 190 und Embraer 195) lediglich Derivate des Grundtyps Embraer 170. Die Embraer 170 und 175 haben bis zu 95 % bauliche Übereinstimmung, die technischen Gemeinsamkeiten mit Embraer 190/195 liegen bei 85 %.

## Varianten
Die Embraer-E-Jets-Familie besteht aus den folgenden vier Versionen, wobei um 2020 eine überarbeitete zweite Generation – E2 eingeführt wurde.

### Embraer 170

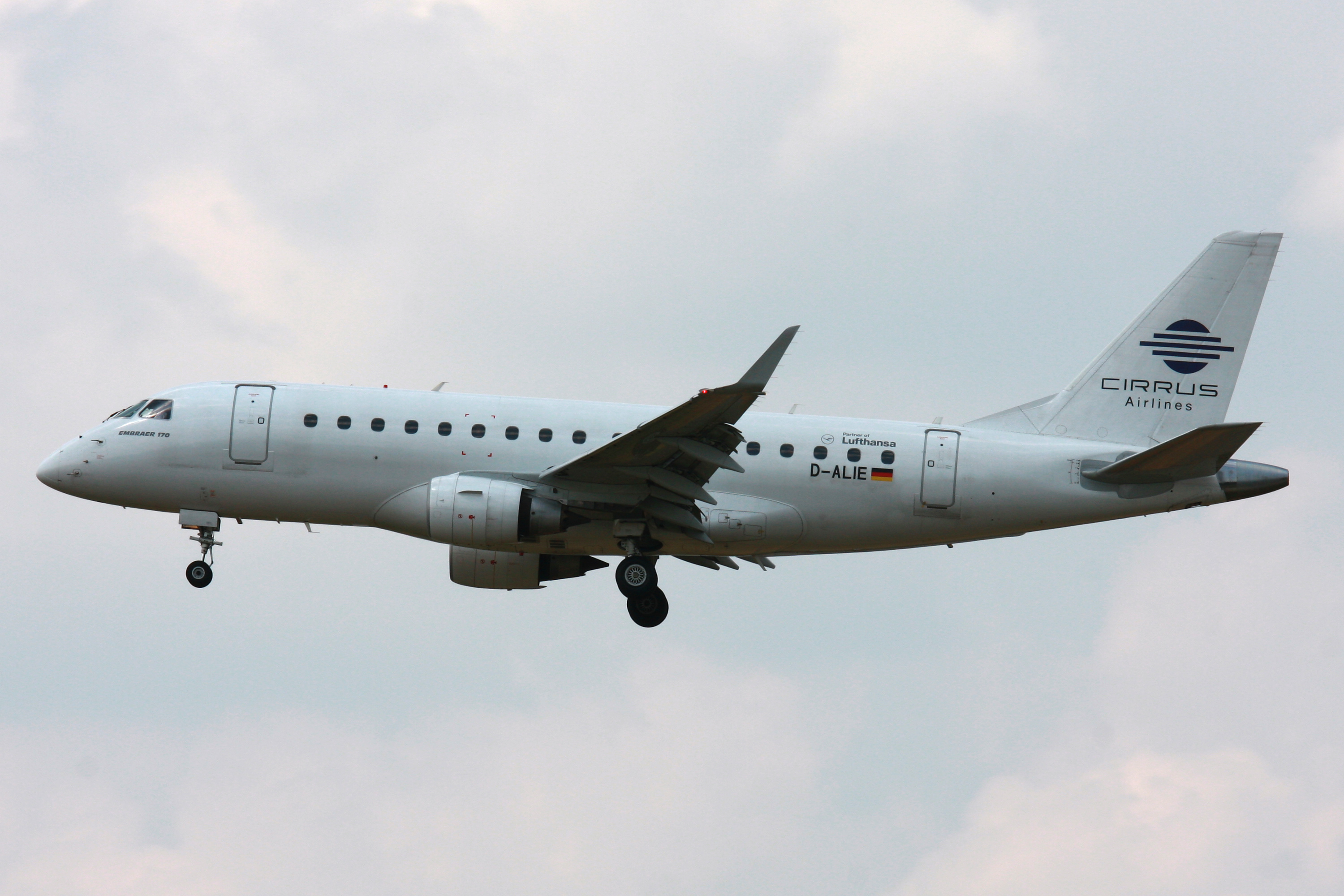
Eine Embraer 170 der Cirrus Airlines

Die Embraer 170 war die erste Version der neuen E-Jets-Serie. Das Roll-Out fand am 29. Oktober 2001 statt, der Erstflug am 19. Februar 2002. Zugelassen wurde diese Variante im Februar 2004.
In der Embraer 170 (eigentlich 170-100) haben in der Zweiklassen-Bestuhlung 70 Passagiere Platz, bei einer engeren Bestuhlung bis zu 80. Die Auslieferung an Kunden begann im März 2004. Derzeit fliegen unter anderem die italienische ITA Airways, die polnische LOT, die französische Hop!, Fuji Dream Airlines, Finnair und die ägyptische Egyptair diesen Flugzeugtyp. In Deutschland betrieb die Cirrus Airlines als erster Regionalanbieter diesen Typ. Nach Angaben des Herstellers wurden alle 191 bestellten Embraer 170 ausgeliefert. Hauptkonkurrenten waren und sind die Bombardier CRJ700 und die Suchoi Superjet 100/75.
Da die Maschine auch von BA CityFlyer, die den London City Airport anfliegt, bestellt wurde, ist die Maschine seit 2007 auch für den dort geltenden steep approach (Landung mit 5,5 anstelle von 3° Sinkwinkel) zugelassen.

### Embraer 175

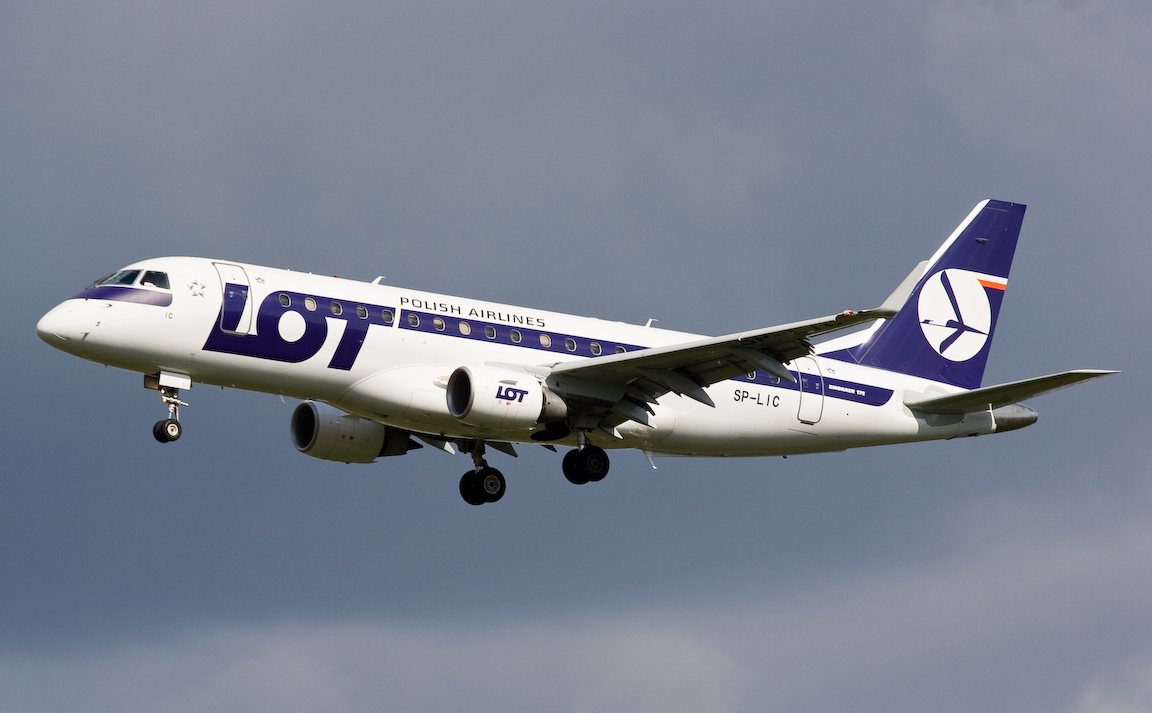
Eine Embraer 175 der LOT

Die nächstgrößere Version ist die Embraer 175 (eigentlich 170-200), eine um 1,78 m gestreckte Version des Typs Embraer 170-100. Dabei wurden zwei weitere Rumpfsegmente eingefügt, eines mit 83,8 cm vor den Tragflächen und eines mit 94 cm dahinter. Der Erstflug fand am 14. Juni 2003 statt. Die Embraer wurde im Dezember 2004 in Brasilien zertifiziert. Die Auslieferungen an Kunden begannen im Juli 2005; Erstkunde war Air Canada.
In der Embraer 175 haben bei Standardbestuhlung 78 Passagiere Platz und bei einer engeren Bestuhlung bis zu 88. Von diesem Typ wurden bis zum 31. Dezember 2020 666 von 798 bestellten Exemplaren ausgeliefert. Hauptkonkurrenten waren die Bombardier CRJ700 und die Suchoi Superjet 100/75.

### Embraer 190

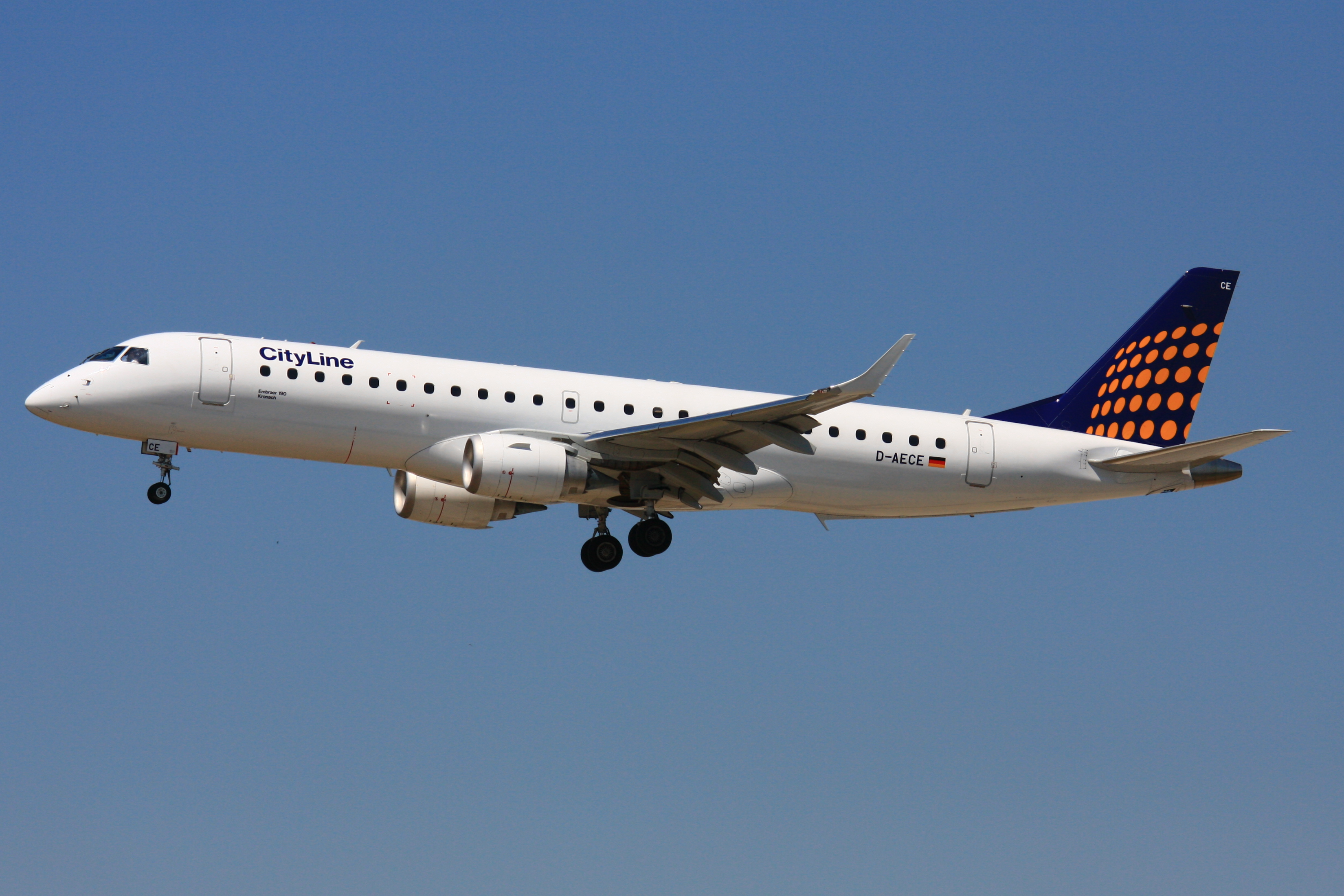
Eine Embraer 190 der Lufthansa CityLine

Der Rollout der Embraer 190(-100) erfolgte am 6. Februar 2004. Die Zertifizierung fand im August 2005 statt. Die erste Auslieferung an den Erstkunden, die US-amerikanische Fluggesellschaft JetBlue, erfolgte Mitte September 2005. Noch vor der Auslieferung des ersten Flugzeugs kündigte Embraer im Januar 2005 eine zusätzliche Variante an. Die 190 AR (Advanced Range) soll durch strukturelle Verstärkungen des Rumpfs und Änderungen an den Tragflächen ein höheres maximal zulässiges Abflug- und Landegewicht und damit eine um bis zu 300 Seemeilen höhere Reichweite haben. Am 2. Februar 2010 erhielt der Typ die Zulassung für Steilanflüge (Steep Approaches), wie sie beispielsweise am Flughafen London City notwendig sind.
In der Embraer 190 haben in der Zweiklassen-Bestuhlung 98 Passagiere Platz, bei einer engeren Bestuhlung bis zu 118. Nach Angaben des Herstellers lagen mit Stand 30. September 2011 531 feste Bestellungen für Flugzeuge dieses Typs vor, davon allein 100 für JetBlue, 45 für die Air Canada und 15 für Copa Airlines. Hauptkonkurrenten sind und waren der Airbus A318, die Boeing 717, die Boeing 737-600, die Bombardier CRJ900 und die Suchoi Superjet 100/95. Bis zum 31. Dezember 2020 wurden 565 von 568 bestellten Embraer 190 ausgeliefert.

### Embraer Lineage 1000

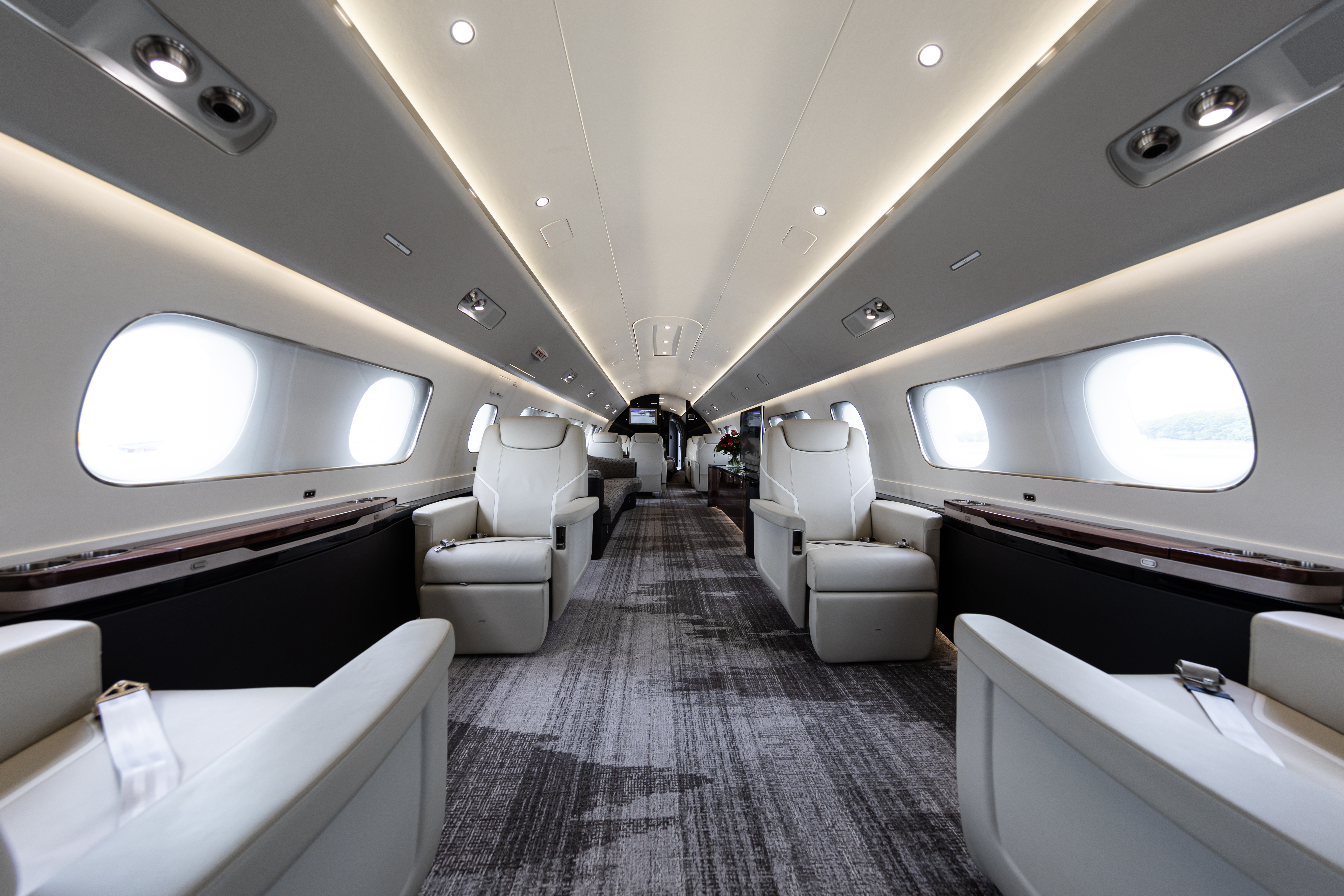
Kabine einer Lineage 1000

Am 2. Mai 2006 wurden von Embraer Pläne veröffentlicht, auf Basis der 190er Serie ein Geschäftsreiseflugzeug zu entwickeln, das eine wesentlich höhere Reichweite aufweisen und 19 Passagieren ein luxuriöses Reisen ermöglichen sollte. Die Baureihe 190 erhielt im Dezember 2008 eine ergänzende Zulassung durch die EASA und die ANAC sowie am 9. Januar 2009 durch die FAA. Die Ausstattung des Flugzeugs gleicht der anderer Firmenflugzeuge wie zum Beispiel der Global 5000, wenn auch der Rumpfquerschnitt deutlich kleiner ist als bei einem Airbus A318ACJ oder einer Boeing 737BBJ. Der Jet ist durch seine im Vergleich zu den beiden größeren mit seinen kleineren Triebwerke weniger laut und kann dadurch auch Flughäfen anfliegen, die für andere Jets aufgrund ihrer höheren Lärmemission nicht zugelassen sind. Die Embraer Lineage 1000 kommt außerdem mit einer kürzeren Startbahn aus als vergleichbare Flugzeuge. Ein Vorteil dieses Typs im Vergleich zu reinen Geschäftsflugzeugtypen ist, dass bereits ausgebildete Embraer-Piloten ohne große Probleme auf ihn wechseln können, da er vom Cockpit her den anderen Varianten der E-Jet-Reihe gleicht.

### Embraer 195

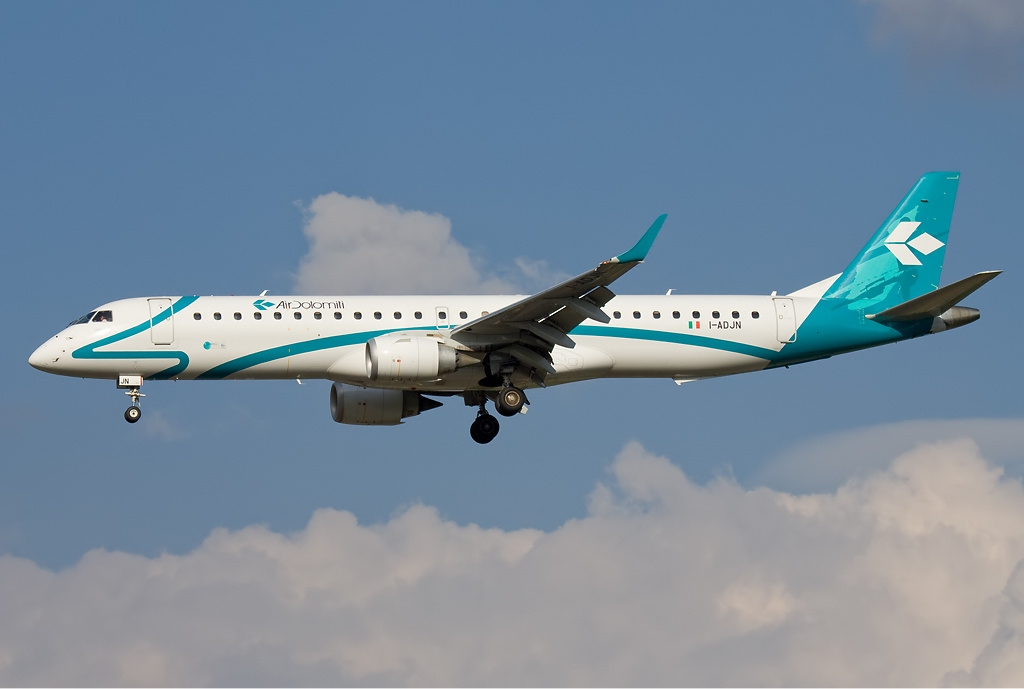
Eine Embraer 195 der Air Dolomiti

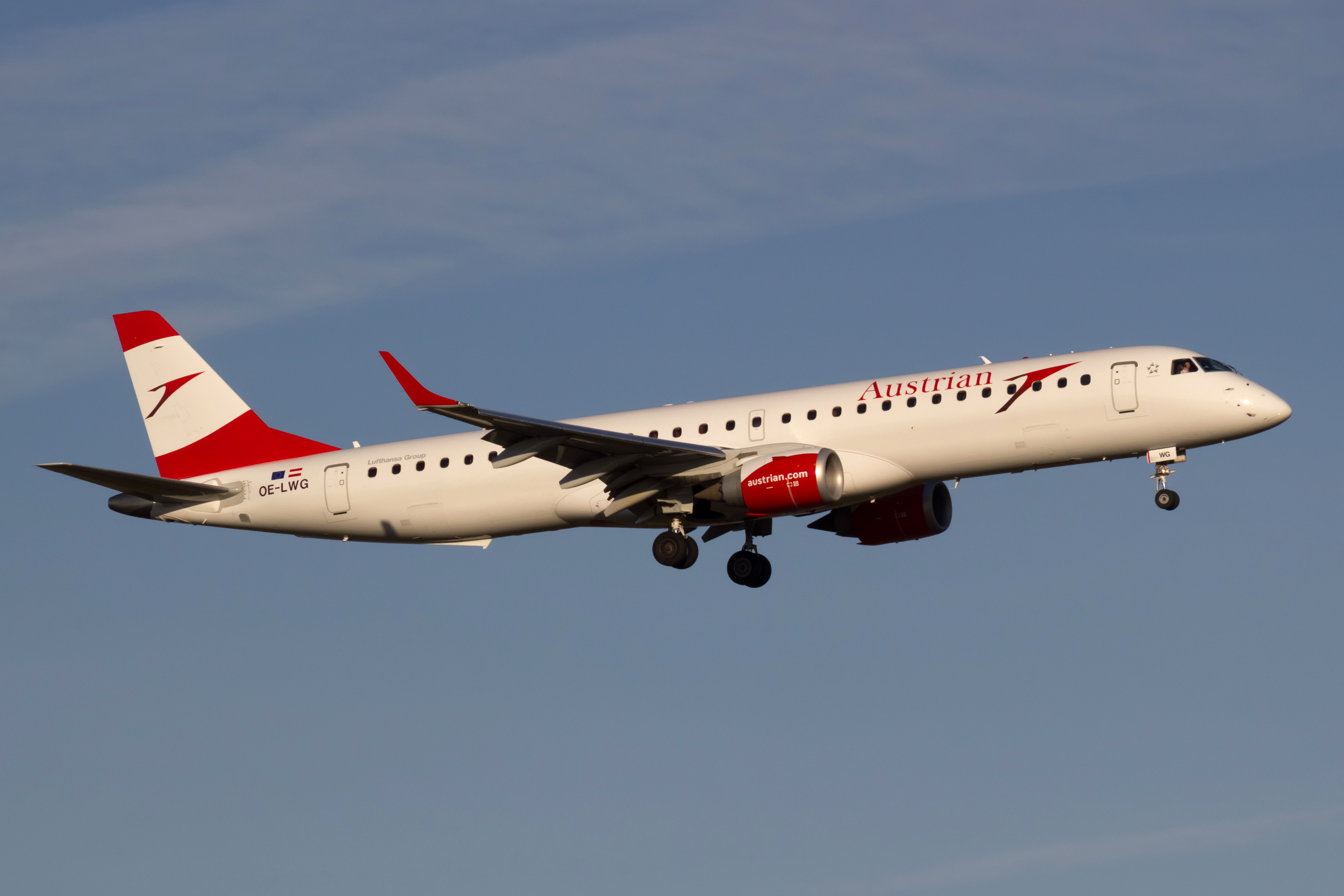
Eine Embraer 195 der Austrian

Die Embraer 195 (eigentlich 190-200) ist eine gestreckte Version des Typs Embraer 190-100. Dabei wurde je ein weiteres Rumpfsegment vor und hinter den Tragflächen eingefügt. Ihren Erstflug absolvierte diese Variante am 7. Dezember 2004. Die Zertifizierung dieses Typs durch die brasilianische Luftfahrtbehörde (ANAC) erfolgte am 30. Juni 2006. Noch vor der Auslieferung des ersten Flugzeugs kündigte Embraer im Januar 2005 eine Variante an. Die 195 AR (Advanced Range) soll durch strukturelle Verstärkungen des Rumpfs und Änderungen an den Tragflächen ein höheres maximal zulässiges Abflug- und Landegewicht haben und damit über eine um bis zu 300 Seemeilen höhere Reichweite verfügen.
In der Embraer 195 haben in der Zweiklassen-Bestuhlung 108 Passagiere Platz, bei einer engeren Bestuhlung bis zu 126. Bis 2021 wurden 172 Bestellungen dieses Typs ausgeliefert. Hauptkonkurrenten sind und waren der Airbus A318, die Boeing 717, der Bombardier CRJ900 und der Suchoi Superjet 100/95.
Die erste Maschine dieses Typs wurde am 1. September 2006 an die britische Airline Flybe ausgeliefert. Die Deutsche Lufthansa AG erhielt für ihre 100-prozentige Tochtergesellschaft Air Dolomiti im Jahr 2009 fünf Maschinen dieses Typs mit einer Bestuhlung für 116 Passagiere. Weitere fünf baugleiche Maschinen erhielt der Lufthansa-Konzessionsnehmer Augsburg Airways, und auch die hauseigene Lufthansa CityLine betrieb bereits einige dieser Maschinen, die jedoch ab Ende 2015 an Austrian Airlines übergeben wurden. Die AUA ersetzte damit ab 4. Januar 2016 (erster Flug) bis Ende 2017 ihre 21 Jahre alte Fokker Flotte (80- bis 100-Sitzer), die alle um insgesamt 14 Mio. Euro an den australischen Flugzeugcharterer Alliance Aviation Services Limited verkauft wurden. Die 120-sitzigen E195 sollen der betriebskostengünstigste Flugzeugtyp im Marktsegment sein und je Sitz 18 % weniger Kraftstoff benötigen als die Fokker.

## Bestellungen
Aufgeführt sind ausschließlich die offiziell in den Embraer-Orderbüchern geführten Auslieferungen, Festbestellungen (31. Mai 2023):
| Typ    | Bestellt | Bereits geliefert | Noch nicht geliefert |
| ------ | -------- | ----------------- | -------------------- |
| E170   | 0.191    | 0.191             | 000                  |
| E175   | 0.848    | 0.705             | 143                  |
| E190   | 0.568    | 0.565             | 003                  |
| E195   | 0.172    | 0.172             | 000                  |
| 190-E2 | 0.020    | 0.017             | 003                  |
| 195-E2 | 0.201    | 0.038             | 163                  |
| Gesamt | 2.000    | 1.688             | 312                  |

## Zwischenfälle
Vom Erstflug 2002 bis August 2021 kam es mit Flugzeugen der Embraer-E-Jet-Familie zu 9 Totalschäden. Bei drei davon kamen 115 Menschen ums Leben. Auszüge:
- Am 24. August 2010 verfehlte eine Embraer 190 der Henan Airlines (Luftfahrzeugkennzeichen B-3130) die Landebahn des Flughafens der Stadt Yichun bei dichtem Nebel um rund 900 Meter. Sie zerbrach bei der Landung in zwei Teile und fing sofort Feuer. Von den 91 Passagieren und 5 Besatzungsmitgliedern starben 44, die übrigen 52 Menschen wurden zum Teil schwer verletzt (siehe auch Henan-Airlines-Flug 8387).[13]

- Am 29. November 2013 wurde eine auf dem Flug von Maputo (Mosambik) nach Luanda (Angola) befindliche E-190 der LAM Linhas Aereas de Mocambique (C9-EMC) mit 27 Passagieren und 6 Besatzungsmitgliedern an Bord im Bwabwata-Nationalparks (Namibia) in den Boden geflogen. Es gab keine Überlebenden. Das Flugzeug wurde 2012 ausgeliefert und am Tag vor der Katastrophe routinemäßig überprüft. Aus der Black Box ging hervor, dass der Kapitän des Flugzeugs den Unfall absichtlich verursacht hatte (siehe auch Linhas-Aéreas-de-Moçambique-Flug 470).[14]

- Am 31. Juli 2018 stürzte eine Embraer 190 der Aeroméxico Connect mit dem Kennzeichen XA-GAL kurz nach dem Start vom Flughafen Durango (Mexiko) ab. Dabei wurden 85 der 103 Insassen verletzt (siehe Aeroméxico-Connect-Flug 2431).[15][16]

- Am 22. Oktober 2023 versuchte ein Deadheading-Pilot auf dem Flug einer Embraer 175LR von Everett nach San Francisco, welcher von Horizon Air im Auftrag von Alaska Airlines durchgeführt wurde, durch Abschalten der Triebwerke das Flugzeug zum Absturz zu bringen, dabei wurde niemand verletzt (siehe auch Alaska-Airlines-Flug 2059).[17]

- Am 29. Mai 2024 sprang auf dem Vorfeld des Flughafens Amsterdam Schiphol ein Mitarbeiter des Bodenpersonals in offenbar suizidaler Absicht in das laufende Triebwerk einer Embraer 190 der Fluggesellschaft KLM Cityhopper (siehe auch KLM-Flug 1341).

- Am 25. Dezember 2024 verunglückte eine Embraer 190AR der Azerbaijan Airlines (4K-AZ65) in der Nähe des Flughafens Aqtau. Die Maschine befand sich auf dem Weg von Baku nach Grosny. Laut Betreiber sei eine Notlandung in Aqtau versucht worden (siehe auch: Azerbaijan-Airlines-Flug 8243).[18][19] Die beschädigten Stellen an den Wrackteilen deuten auf Beschädigungen durch eine Flugabwehrrakete, möglicherweise des Typs Panzir-S1, hin.[20]

## Technische Daten
| Kenngröße | Embraer 170                                                   | Embraer 175                                                   | Embraer 190                                                   | Embraer 195                                                     |
| --- | ------------------------------------------------------------- | ------------------------------------------------------------- | ------------------------------------------------------------- | --------------------------------------------------------------- |
| Erstflug | 19. Februar 2002                                              | 14. Juni 2003                                                 | 12. März 2004                                                 | 7. Dezember 2004                                                |
| Indienststellung | März 2004                                                     | Juli 2005                                                     | September 2005                                                | 1. September 2006                                               |
| Länge | 29,90 m                                                       | 31,68 m                                                       | 36,24 m                                                       | 38,65 m                                                         |
| Spannweite | 26,00 m                                                       | 26,00 m                                                       | 28,72 m                                                       | 28,72 m                                                         |
| Flügelpfeilung | k. A.                                                         | k. A.                                                         | 23,5°                                                         | 23,5°                                                           |
| Flügelfläche | 72,72 m²                                                      | 72,72 m²                                                      | 92,53 m²                                                      | 92,53 m²                                                        |
| Höhe | 9,82 m                                                        | 9,82 m                                                        | 10,57 m                                                       | 10,57 m                                                         |
| Rumpfdurchmesser | 3,01 m                                                        | 3,01 m                                                        | 3,01 m                                                        | 3,01 m                                                          |
| Rumpfhöhe | 3,35 m                                                        | 3,35 m                                                        | 3,67 m                                                        | 3,67 m                                                          |
| Kabinenbreite | 2,74 m                                                        | 2,74 m                                                        | 2,74 m                                                        | 2,74 m                                                          |
| Passagierkapazität (Konfiguration @ Sitzabstand) | 78 @ 84/79/76 cm 72 @ 81 cm 66 (6 @ 102 cm + 60 @ 81 cm)      | 88 @ 74 cm 78 @ 84/81 cm 76 (12 @ 91 cm + 64 @ 79 cm)         | 114 @ 76/74 cm 100 @ 81/79 cm 96 (8 @ 96 cm + 88 @ 79 cm)     | 124 @ 79/76/74 cm 116 @ 81/79 cm 100 (12 @ 107 cm + 88 @ 84 cm) |
| Notausgänge | 4                                                             | 4                                                             | 6                                                             | 6                                                               |
| Leermasse | 21,14 t / 21,16 t                                             | 21,89 t / 21,91 t                                             | 27,75 t / 25,85 t                                             | 28,58 t / 28,68 t                                               |
| max. Startmasse (MTOM) | 37,20 t / 38,60 t                                             | 38,79 t / 40,37 t                                             | 50,30 t / 51,80 t                                             | 50,79 t / 52,29 t                                               |
| max. Landemasse | 32,80 t / 33,30 t                                             | 34,00 t / 34,10 t                                             | 43,00 t / 44,00 t                                             | 45,00 t / 45,80 t                                               |
| max. Nutzlast | 9,00 t / 9,74 t                                               | 9,81 t / 10,09 t                                              | 13,05 t / 13,05 t                                             | 13,92 t / 13,92 t                                               |
| Treibstoffvorrat | 9,34 t                                                        | 9,34 t                                                        | 12,97 t                                                       | 12,97 t                                                         |
| Triebwerkstypen | Zwei Turbofans General Electric CF34-8E5 mit je 62,3 kN Schub | Zwei Turbofans General Electric CF34-8E5 mit je 62,3 kN Schub | Zwei Turbofans General Electric CF34-10E mit je 82,3 kN Schub | Zwei Turbofans General Electric CF34-10E mit je 82,3 kN Schub   |
| max. Reisegeschwindigkeit | 870 km/h (Mach 0,82)                                          | 870 km/h (Mach 0,82)                                          | 870 km/h (Mach 0,82)                                          | 870 km/h (Mach 0,82)                                            |
| Dienstgipfelhöhe | 12.500 m (41.000 ft)                                          | 12.500 m (41.000 ft)                                          | 12.500 m (41.000 ft)                                          | 12.500 m (41.000 ft)                                            |
| Reichweite (mit maximaler Zuladung) | 3889 km / 3982 km                                             | 3982 km / 4074 km                                             | 4445 km / 4537 km                                             | 3704 km / 4260 km                                               |
| Startstrecke mit Treibstoff für 500 NM | 1582 m / 1644 m 1151 m / 1151 m                               | 1724 m / 2244 m 1266 m / 1266 m                               | 1830 m / 2100 m 1267 m / 1267 m                               | 1992 m / 2179 m 1432 m / 1432 m                                 |
| Landestrecke | 1228 m / 1241 m                                               | 1259 m / 1261 m                                               | 1226 m / 1244 m                                               | 1260 m / 1275 m                                                 |
| Die ursprüngliche Standardversion wurde offensichtlich durch die 2019 ausschließlich angepriesenen Versionen LR (= Long Range) und AR (= Advanced Range) ersetzt. Diese Daten werden hier in der Form LR/AR angegeben. |                                                               |                                                               |                                                               |                                                                 |

## Weiterentwicklung zur Baureihe E2

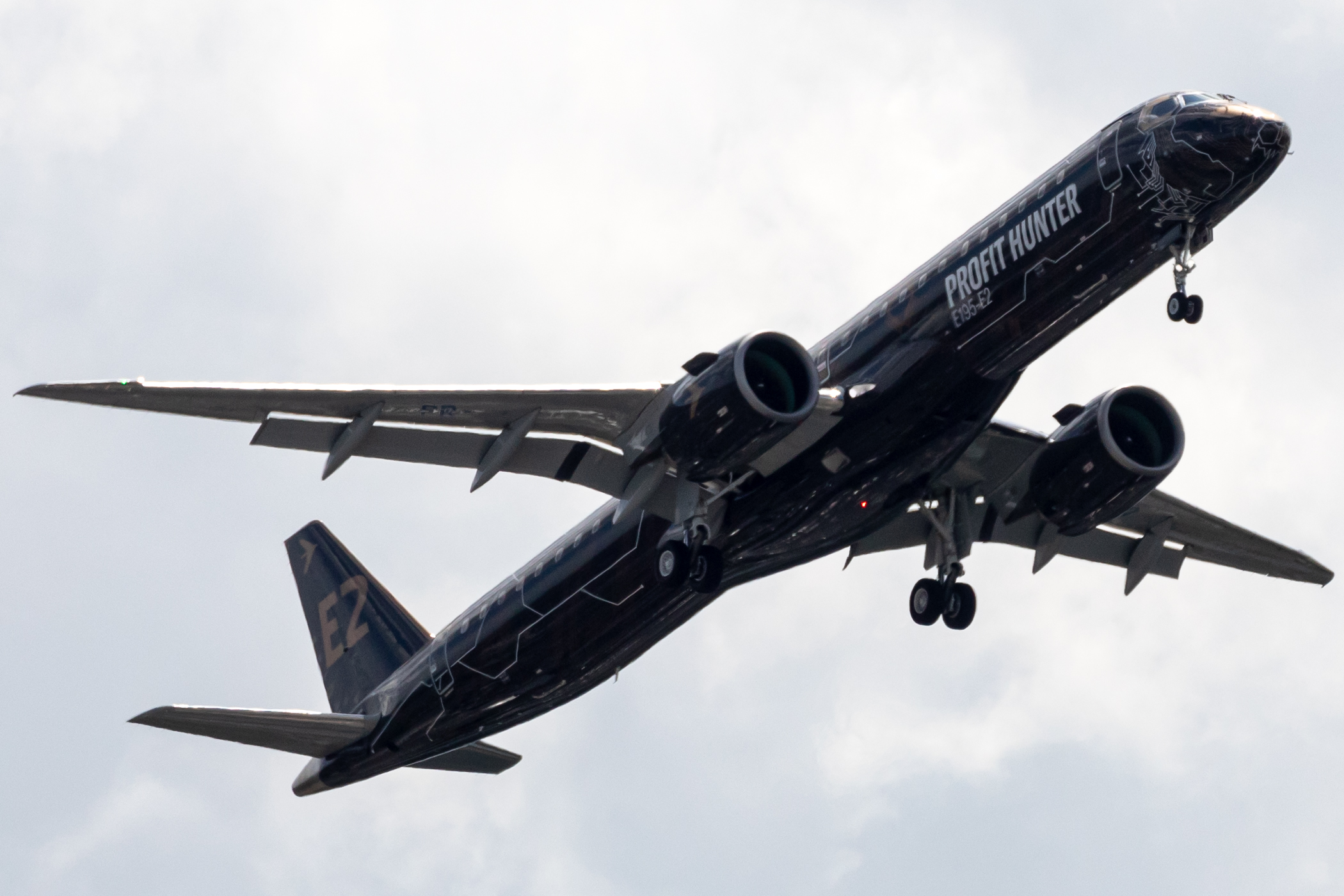
Embraer E195-E2 auf der Pariser Luftfahrtschau 2019 in Le Bourget

Die umfassende Überarbeitung der Flugzeugfamilie betrifft in erster Linie die neuen Triebwerke PW1700G und PW1900G des Herstellers Pratt & Whitney mit Getriebefan. Um diese größeren Triebwerke installieren zu können, wurde das Fahrwerk erhöht. Durch die höhere Leistung der Triebwerke konnte man den Rumpf zusätzlich strecken. Auch die Tragflächen wurden im Rahmen dieser Modellpflege neu entwickelt, wobei die einzelnen Versionen individuelle Tragflächenprofile erhielten. Die Tragflächen der E2-Familie bestehen aus Kohlenstofffaserverstärktem Kunststoff. Das ursprünglich einfach gehaltene Fly-by-wire-System wurde im Rahmen dieses Upgrades ebenfalls modernisiert und ausgebaut. Weiterentwickelt wurden die Versionen E175-E2 mit einer Sitzreihe mehr als die bisherige E175, E190-E2 in unveränderter Länge und E195-E2 mit drei Sitzreihen mehr. Die kleinste Variante Embraer 170 wird in der überarbeiteten Version nicht mehr angeboten.
Am 25. Februar 2016 fand am Hauptsitz São José dos Campos das Rollout der E190-E2 statt. Die ersten Testflüge der E2 wurden im Mai 2016, und damit früher als geplant, am Werksflughafen São José dos Campos absolviert. Insgesamt lagen im Februar 2016 schon 263 feste Bestellungen für die E190-E2 vor.
Zulassung und Indienststellung der E175-E2 erwartet Embraer erst für das Jahr 2023. Dies ist drei Jahre später als geplant und unter anderem der Corona-Krise geschuldet. Grund dafür ist nach einer Mitteilung des Herstellers die anhaltende Nachfrage nach der bisherigen E175-Generation. Zudem gilt in den USA eine Beschränkung des maximalen Startgewichts von knapp 39 Tonnen für Regionalflugzeuge. Die E175-E2 hat aber über 44 Tonnen mögliches Startgewicht.
Die erste E190-E2 wurde am vierten April 2018 an Widerøe’s Flyveselskap ausgeliefert. Die norwegische Regionalfluggesellschaft hat insgesamt drei bestellt und setzt damit auch gleichzeitig zum ersten Mal in ihrer Geschichte ein Strahlflugzeug ein.
Am 12. September 2019 wurde die erste Embraer E195-E2 ausgeliefert. Das Flugzeug (Seriennummer: 19020018, Kennzeichen: PR-PJN) wurde von AerCap an Azul Linhas Aéreas verleast.
Bis zum 31. Dezember 2020 wurden 15 von 22 bestellten Embraer E190-E2 ausgeliefert, bei der Embraer E195-E2 waren es 14 von 153 bestellten Exemplaren.

## Technische Daten Baureihe E2
| Kenngröße                                       | Embraer E175-E2                                                                                    | Embraer E190-E2                                                           | Embraer E195-E2                                                           |
| ----------------------------------------------- | -------------------------------------------------------------------------------------------------- | ------------------------------------------------------------------------- | ------------------------------------------------------------------------- |
| Indienststellung                                | ca. 2024                                                                                           | 4. April 2018                                                             | 17. September 2019                                                        |
| Länge                                           | 32,37 m                                                                                            | 36,24 m                                                                   | 41,5 m                                                                    |
| Spannweite                                      | 31,39 m                                                                                            | 33,72 m                                                                   | 35,12 m                                                                   |
| Flügelfläche                                    | 82 m²                                                                                              | 103 m²                                                                    | k. A.                                                                     |
| Höhe                                            | 10,18 m                                                                                            | 10,95 m                                                                   | 10,78 m                                                                   |
| Passagierkapazität (Konfiguration, Sitzabstand) | 90 (42 × 76 cm + 48 × 74 cm) 88 (80 × 79 cm + 8 × 76 cm) 80 (12 × 91 cm + 12 × 86 cm + 56 × 76 cm) | 114 (74 cm) 106 (79 cm) 97 (9 × 91 cm + 20 × 86 cm + 68 × 79 cm)          | 146 (71 cm) 132 (79 cm) 120 (12 × 91 cm + 24 × 86 cm + 84 × 79 cm)        |
| max. Startmasse (MTOM)                          | 44,6 t                                                                                             | 56,4 t                                                                    | 61,5 t                                                                    |
| max. Landemasse                                 | 40,0 t                                                                                             | 49,05 t                                                                   | 54,0 t                                                                    |
| max. Nutzlast                                   | 10,6 t                                                                                             | 13,5 t                                                                    | 16,15 t                                                                   |
| max. Treibstoffmenge                            | 8,522 t                                                                                            | 13,69 t                                                                   | 13,69 t                                                                   |
| Triebwerkstypen                                 | zwei Turbofans Pratt & Whitney PW1715G mit je 67 kN Schub                                          | zwei Turbofans Pratt & Whitney PW1919G/21G/22G/23G mit je 85–102 kN Schub | zwei Turbofans Pratt & Whitney PW1919G/21G/22G/23G mit je 85–102 kN Schub |
| Höchstgeschwindigkeit                           | 876 km/h (Mach 0,82)                                                                               | 876 km/h (Mach 0,82)                                                      | 876 km/h (Mach 0,82)                                                      |
| Reisegeschwindigkeit                            | 833 km/h (Mach 0,78)                                                                               | 833 km/h (Mach 0,78)                                                      | 833 km/h (Mach 0,78)                                                      |
| Dienstgipfelhöhe                                | 12.500 m (41.000 ft)                                                                               | 12.500 m (41.000 ft)                                                      | 12.500 m (41.000 ft)                                                      |
| Reichweite                                      | 3.735 km (2.017 NM)                                                                                | 5.278 km (2.850 NM)                                                       | 4.917 km (2.655 NM)                                                       |
| min. Startbahnlänge oder bei 500 NM Reichweite  | 1744 m 1344 m                                                                                      | 1615 m 1165 m                                                             | 1915 m 1372 m                                                             |
| Landebahnlänge                                  | 1370 m                                                                                             | 1213 m                                                                    | 1427 m                                                                    |

## Trivia
Beim Überführungsflug der HB-AZE am 2. Juli 2020, einer Embraer E190-E2 für Helvetic Airways, flog die Maschine von São José dos Campos nach Natal und dann direkt nach Zürich ohne Zwischenlandung. Mit einer Flugzeit von 9:10 Stunden und 7300 Kilometern Strecke war das der längste Flug einer Embraer E190-E2.
Am 26. März 2025 landete Helvetic Airways erstmalig mit einer Embraer E195-E2 am London City Airport. Seitdem ist die Embraer E195-E2 das größte zugelassene Flugzeug auf diesem speziellen Flughafen.